# Hornyánszky Viktor (nyomdász, 1828–1882)
Hornyánszky Viktor (Hegyeshalom, 1828. április 10. (keresztelés) – Budapest, 1882. május 21.) újságíró, nyomdatulajdonos, lapkiadó, árvaház-alapító; a magyar evangélikus könyvkiadás egyik megteremtője; a Budapesti Könyvnyomdászok és Betűöntők Segélyegyletének alapító elnöke; Ifj. Hornyánszky Viktor nyomdász, könyvkiadó és Hornyánszky Gyula klasszika-filológus, történész édesapja.

## Életpályája
Hornyánszky György tanítónak és Bobok Borbála fia. Iskoláit 1840-42-ben a modori evangélikus gimnáziumban, 1843-ban a magyar nyelv elsajátítása végett Nagybaráton, 1848-49-ben pedig a pozsonyi evangélikus gimnáziumban végezte. Az akkori zavarok miatt az iskola zárva volt, a fiú ezért kénytelen volt tanulmányait megszakítani és az atyai házba visszatérni. Az apja halálával (1849) megürült tanítói állás betöltésére őt szólította fel a község, amit ő el is fogadott, azonban csak rövid ideig viselt. 1850-ben a már akkor is nyilvánosan munkálkodó fiatal ember felkeltette Heckenast Gusztáv figyelmét, aki felszólította, hogy a tanítói hivatalát cserélje fel az írótollal. Hornyánszky engedett a felszólításnak és júliusban Pestre érkezett, ahol a Pester Zeitung szerkesztőségébe lépett. Itt Eduard Glatz a jeles fordító és publicista mellett bő alkalma nyílt írói tehetségét fejleszteni, melyet Heckenast Gusztáv kiadónak jóakaró buzdítása érlelt meg benne. 
Házi és családi élete mintaszerű volt. 1859-ben vette el Széchenyi János gróf tiszttartója Skita leányát, Karolát, akinek halála után ennek nővére, Franciska 1867-ben lett neje, aki őt mint hű feleség kísérte az életen át. A budapesti protestáns árvaháznak egyik alapítója és évekig pénztárnoka volt; érdeme különösen a pénztár jövedelmének fokozásában állott. A Budapesti Könyvnyomdászok és Betűöntők Egyletének ő volt egyik megteremtője és elnöke; ennek gyűléséről tért haza, amikor 1882. május 21-én a Pannonia szálló előtt szélütés érte és pár óra múlva meghalt. Sírját a Farkasréti temetőben felszámolták.

### Nyomdája
Vállalkozási szelleme az irodalmi téren érlelte meg benne az eszmét, hogy magának nyomdát szerezzen, melyet 1862-ben Hornyánszky és Hummel cég alatt létesített is, s melyet később 1872-ig Trägerrel, az egyetemi nyomda volt vezetőjével és szeptemberben saját neve alatt egyedül folytatott.
Kiadványai túlnyomórészt protestáns egyházi irodalom köréből kerültek ki;  úgyszólván egyedül ő látta el az ország evangélikus híveit vallási könyvekkel. Ő nyomatta nemcsak a magyar, de román, szerb és más keleti nyelvű bibliákat az angol biblia-társulat részére.
Nyomdájában készültek a Skót Misszió kiadványai, a magyar reformátusok egyik kerületének énekeskönyve és több egyházkerület jegyzőkönyve.
Hornyánszky Viktor nyomdája a halála után fiai, Viktor és Ernő vezetése alatt az első világháborút megelőző időben a legjobbnak tartott magyar tudományos nyomdává fejlődött.

## Munkái
- Geschichte von Ungarn. Für die Jugend zur Selbstbelehrung, wie auch zum Lehrvortrage, zum öffentlichen und häuslichen Unterricht. Pest, 1852. (3 táblázattal.)
- Leitfaden beim ersten Schulunterricht in der Geschichte des österreichischen Kaiserstaates. Pest, 1853. (Magyarul: Vezérfonal az első iskolai tanításnál az osztrák császárbirodalmi történetben. Ford. Galgóczi Károly. Pest, 1854.)
- Geschichte des österreichischen Kaisersataates. Pest, 1854. Két kötet.
- Blätter für das evangelische Volk. Pest, 1856.
- Geographisches Lexikon des Königreichs Ungarn und der serbischen Woiwodschaft mit dem Temescher Banate. Ein Hilfsbuch für Behörden, Postämter, Advokaten und Geschäftsmänner. Nach amtlichen Quellen und den besten Hilfswerken bearbeitet. Pest, 1857-58. Öt füzet. (2. kiadás. Pest, 1864.)
- Die evangelische Kirche in Oesterreich, ihre Geschichte, Verfassung und Statistik nebst einem Verzeichnisse der evang. Superintendenzen, Seniorate und Gemeinden in der Monarchie mit ihrer Seelenzahl, dann dem kais. Patente vom 1. Sept. 1859. und der Ministerial-Verordnung v. 2. Sept. 1859. Pest, 1859.
- Was haben wir Evangelische zu fürchten, und was haben wir zu hoffen? Pestt, 1860.
- Beiträge zur Geschichte evangelischer Gemeinden in Ungarn. Hevausgegeben... Pest, 1863. (Atyjának kézirataiból. 2. kiadás. Pest, 1867.)

Szerkesztette és kiadta Pesten a Protestantische Jahrbücher für Oesterreich című folyóiratot 1854-57-ben (számos cikket írt bele.); Kalender für das evangelische Volk 1856-59-re; Evangelisches Wochenblatt 1856-60; ennek melléklapját, Der Glaubensbotet, 1859-60.; Der evangelische Hausfreund 1859-64-re; kiadta: Bilder aus Ungarn Pest 1856.; Predigten auf alle Sonn- und Festtage des Jahres, aus den Handschriften Wilhelm Joseph von Jarius, Pest, 1859.